# Ocean Beach (San Diego)

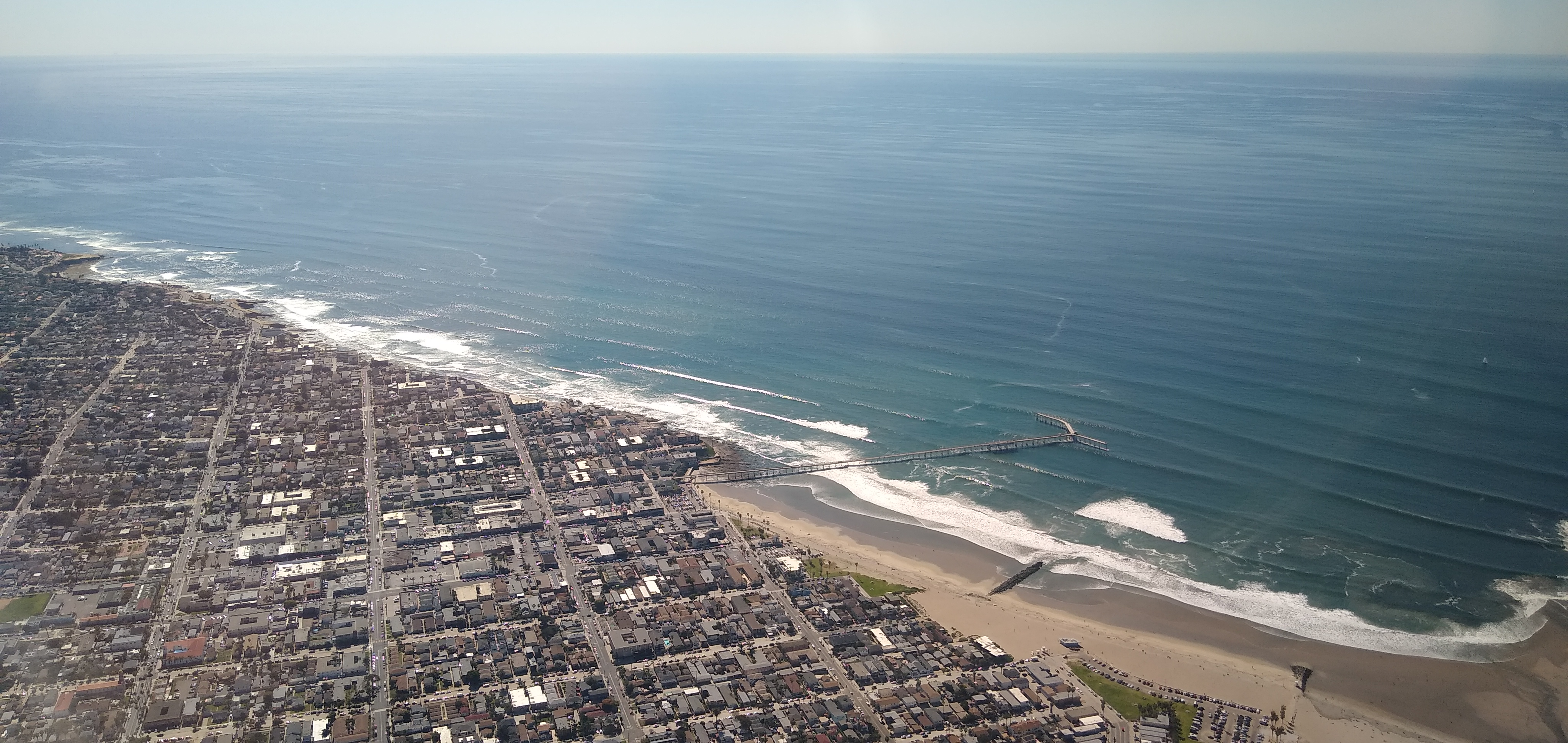
Luchtfoto van Ocean Beach, San Diego

Ocean Beach (ook wel bekend als O.B.) is een wijk aan het strand in San Diego, Californië.

## Geografie
Ocean Beach is een wijk aan de westkust van San Diego, gelegen aan de monding van de San Diego River en direct aan de Stille Oceaan. Het gebied ligt ongeveer 11 kilometer ten noordwesten van het centrum van San Diego. 
Ten noorden grenst Ocean Beach aan de San Diego River, ten westen aan de Stille Oceaan, ten zuiden aan Adair Street en ten oosten aan Froude Street, Seaside Street en West Point Loma Boulevard. De wijk bevindt zich net ten zuiden van Mission Bay en Mission Beach en direct ten noorden van Point Loma. Het gebied dat onder het O.B. community plan valt, beslaat ongeveer 1 vierkante mijl (742 acres) en vormt het westelijke eindpunt van de Interstate 8.

## Geschiedenis

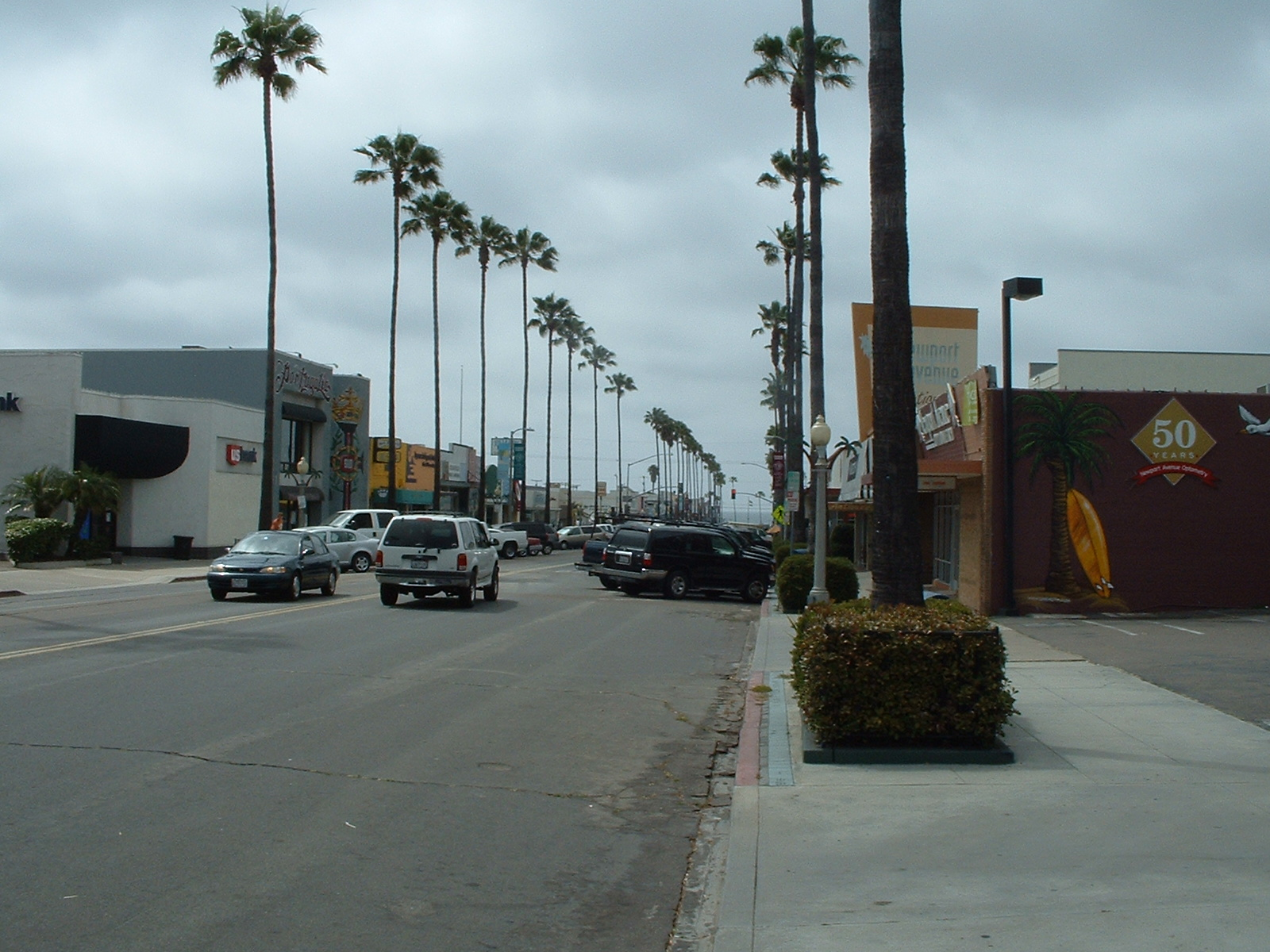
Straatbeeld in Ocean Beach, CA

Al lang voor Europese contact leefden de Kumeyaay in Ocean Beach, waar zij het visserskamp Hapai oprichtten. Het gebied stond aanvankelijk bekend als Mussel Beach vanwege de overvloed aan mosselen, maar kreeg in 1887 de naam Ocean Beach van ontwikkelaars Billy Carlson en Albert E. Higgins. Zij bouwden het Cliff House en een spoorlijn om hun vastgoedproject te promoten, maar deze plannen faalden door de afstand tot het stadscentrum.
Ocean Beach ontwikkelde zich verder dankzij D.C. Collier, die in 1909 een spoorlijn aanlegde en gronden schonk voor scholen en parken. In 1913 opende het Wonderland Amusement Park, dat later failliet ging door concurrentie van de Panama–California Exposition. In 1915 werd OB verbonden met Mission Beach via een houten brug met een trolleylijn, maar deze werd in 1951 afgebroken, wat OB tijdelijk isoleerde. De aanleg van Interstate 8 in 1967 bracht daar verandering in. Ocean Beach ontwikkelde zich tot een levendige wijk met een mix van studenten, gepensioneerden en gezinnen. 
Surfen kwam er al in 1916, en in 1966 werd er het wereldkampioenschap gehouden. Tijdens de drooglegging ontstonden er speakeasy's, waarvan Tony’s nog steeds bestaat. In de jaren 60 en 70 groeide OB uit tot het Haight-Ashbury van San Diego, met een bloeiende hippiecultuur en biologische winkels. Grootschalige ontwikkelingsplannen strandden uiteindelijk door het aannemen van een bouwhoogtebeperking van 9 meter in 1972.